# أنيل كومار
أنيل كومار (بالإنجليزية: Anil Kumar) هو منافس ألعاب قوى هندي، ولد في 20 يونيو 1975.

## وصلات خارجية
- أنيل كومار على موقع الاتحاد الدولي لألعاب القوى (الإنجليزية)
- أنيل كومار على موقع أوليمبيديا (الإنجليزية)